# 2-я Краснофлотская улица (Павловск)
2-я Краснофло́тская улица — улица в городе Павловске (Пушкинский район Санкт-Петербурга). Проходит от улицы Круглый Пруд до Партизанского переулка.
Первоначально, с 1780-х годов, существовал только участок от улицы Круглый Пруд до Звериницкой улицы; он носил название проспект Я́сного Не́ба (включал также современную улицу Чернышевского). С 1840 года изменился статус; с тех пор это — улица Ясного Неба. Происхождение названия не установлено.
Примерно в 1837 году появляется участок от Звериницкой улицы до Партизанской улицы под названием 2-я улица Матро́сской Слободы́. Оно дано по Матросской слободе, по которой проходила. В слободе жили представители инвалидной команды матросов, нёсшие хозяйственную и сторожевую службу. Существовали также 1-я улица (ныне 1-я Краснофлотская улица) и 3-я улица (улица Профессора Молчанова).
В 1850-х годах улица стала 2-й Матро́сской.
Примерно в 1918 году улицу переименовали в 2-ю Краснофлотскую, поскольку тогда же в стране ввели звание краснофлотца вместо матросов.
Примерно в 1939 году 2-ю Краснофлотскую улицу и улицу Ясного Неба объединили под названием первой улицы.
В конце 2-й Краснофлотской улицы находится зелёная зона с Запасным Розовопавильонным прудом, созданным в 1790-х годах и являющимся объектом культурного наследия федерального значения.

## Перекрёстки
- улица Круглый Пруд
- Социалистическая улица
- улица Гоголя
- Звериницкая улица
- Краснофлотский переулок
- Партизанский переулок